# Monica Seleș
Monica Seleș (în sârbă Monika Seleš, cu alfabetul chirilic: Моника Селеш; în maghiară Szeles Mónika; n. 2 decembrie 1973, Novi Sad, RS Serbia, RSF Iugoslavia) este o fostă jucătoare de tenis din Iugoslavia, ex-Nr. 1 mondial, membră a International Tennis Hall of Fame.

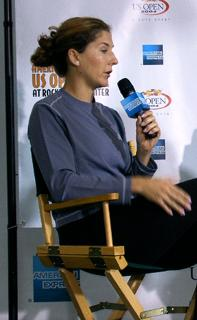
Monica Seleş

La 14 februarie 2008 Monica Seleș și-a anunțat retragerea din activitatea competițională.